# Interserie
L'Interserie est un championnat de course automobile ayant existé de 1970 à 2009.

## Palmarès
| Année | Champion                  | Champion               | Champion               | Champion               |
| ----- | ------------------------- | ---------------------- | ---------------------- | ---------------------- |
| 1970  | Jürgen Neuhaus            | Jürgen Neuhaus         | Jürgen Neuhaus         | Jürgen Neuhaus         |
| 1971  | Leo Kinnunen              | Leo Kinnunen           | Leo Kinnunen           | Leo Kinnunen           |
| 1972  | Leo Kinnunen              | Leo Kinnunen           | Leo Kinnunen           | Leo Kinnunen           |
| 1973  | Leo Kinnunen              | Leo Kinnunen           | Leo Kinnunen           | Leo Kinnunen           |
| 1974  | Herbert Müller            | Herbert Müller         | Herbert Müller         | Herbert Müller         |
| 1975  | Herbert Müller            | Herbert Müller         | Herbert Müller         | Herbert Müller         |
| 1976  | Herbert Müller            | Herbert Müller         | Herbert Müller         | Herbert Müller         |
| 1977  | Helmut Bross (de)         | Helmut Bross (de)      | Helmut Bross (de)      | Helmut Bross (de)      |
| 1978  | Reinhold Joest            | Reinhold Joest         | Reinhold Joest         | Reinhold Joest         |
| 1979  | Kurt Lotterschmid (de)    | Kurt Lotterschmid (de) | Kurt Lotterschmid (de) | Kurt Lotterschmid (de) |
| 1980  | Kurt Lotterschmid (de)    | Kurt Lotterschmid (de) | Kurt Lotterschmid (de) | Kurt Lotterschmid (de) |
| 1981  | Roland Binder             | Roland Binder          | Roland Binder          | Roland Binder          |
| 1982  | Roland Binder             | Roland Binder          | Roland Binder          | Roland Binder          |
| 1983  | Walter Lechner            | Walter Lechner         | Walter Lechner         | Walter Lechner         |
| 1984  | Klaus Niedzwiedz          | Klaus Niedzwiedz       | Klaus Niedzwiedz       | Klaus Niedzwiedz       |
| 1985  | Roland Binder             | Roland Binder          | Roland Binder          | Roland Binder          |
|       | Div. I                    | Div. I                 | Div. II                | Div. II                |
| 1986  | "John Winter"             | "John Winter"          | Roland Binder          | Roland Binder          |
| 1987  | Roland Binder             | Roland Binder          | Karl Hasenbichler      | Karl Hasenbichler      |
| 1988  | Jochen Dauer (en)         | Jochen Dauer (en)      | Rolf Götz (de)         | Rolf Götz (de)         |
| 1989  | Walter Lechner            | Walter Lechner         | Rolf Götz (de)         | Rolf Götz (de)         |
| 1990  | Bernd Schneider           | Bernd Schneider        | Rolf Götz (de)         | Rolf Götz (de)         |
| 1991  | Bernd Schneider           | Bernd Schneider        | Karl Hasenbichler      | Karl Hasenbichler      |
| 1992  | Manuel Reuter             | Manuel Reuter          | Karl Hasenbichler      | Karl Hasenbichler      |
| 1993  | Giovanni Lavaggi          | Giovanni Lavaggi       | Ranieri Randaccio      | Ranieri Randaccio      |
| 1994  | Johan Rajamäki (sv)       | Johan Rajamäki (sv)    | Walter Lechner         | Walter Lechner         |
|       | Div. I                    | Div. I                 | Div. II                | Div. III               |
| 1995  | Karl-Heinz Becker (de)    | Karl-Heinz Becker (de) | Walter Lechner         | Robbie Stirling (en)   |
|       | Div. I                    | Div. I                 | Div. II                | Div. II                |
| 1996  | Robbie Stirling (en)      | Robbie Stirling (en)   | Walter Lechner         | Walter Lechner         |
| 1997  | Josef Neuhauser           | Josef Neuhauser        | Joachim Ryschka        | Joachim Ryschka        |
|       | Div. I                    | Div. I                 | Div. II                | Div. III               |
| 1998  | Josef Neuhauser           | Josef Neuhauser        | Alfred Guldi           | Martin Krisam Jr.      |
| 1999  | Jaromír Zdražil           | Jaromír Zdražil        | Vlasto Matouš          | Karl-Heinz Becker (de) |
| 2000  | Rolf-Thorsten Dietrich    | Rolf-Thorsten Dietrich | Frank Schierig         | Josef Neuhauser        |
| 2001  | Christoph Haingartner     | Christoph Haingartner  | Christian Hauser       | Josef Neuhauser        |
| 2002  | Rolf-Thorsten Dietrich    | Rolf-Thorsten Dietrich | Jean-Claude Monbaron   | Walter Leitgeb         |
|       | Div. II                   | Div. II                | Div. III               | Div. IV                |
| 2003  | Rolf-Thorsten Dietrich    | Rolf-Thorsten Dietrich | Jean-Claude Monbaron   | Walter Leitgeb         |
| 2004  | Peter Milavec (de)        | Peter Milavec (de)     | Thomas Wolfert         | Hans-Peter Voigt       |
|       | Div. I                    | Div. II                | Div. III               | Div. IV                |
| 2005  | Sabrina Hungerbühler (de) | Hans-Peter Voigt       | Peter Milavec (de)     | Marcel Baierle         |
|       | Div. II                   | Div. II                | Div. III               | Div. IV                |
| 2006  | Hans-Peter Voigt          | Hans-Peter Voigt       | Peter Milavec (de)     | Marek Schramm (pl)     |
|       | Div. I                    | Div. I                 | Div. II                | Div. III               |
| 2007  | Peter Milavec (de)        | Peter Milavec (de)     | Marcel Baierle (pl)    | Hans-Peter Voigt       |
| 2008  | Peter Milavec (de)        | Peter Milavec (de)     | Thomas Conrad          | Hans-Peter Voigt       |
|       | Div. I                    | Div. II                | Div. III               | Div. IV                |
| 2009  | Peter Randlshofer         | Dr. Thomas Keller      | Pas de champion        | Lars Erichson          |